# Globothalamea
Los globotálamos (Globothalamea) son una clase de foraminíferos bentónicos y planctónicos (filo Foraminifera) que presentan conchas multicameradas típicamente trocospiraladas, pero también triseriadas, biseriadas y uniseriadas. La pared de la concha es aglutinada o calcárea. En el estadio juvenil, las cámaras pueden ser globulares o en forma de media luna. Su rango cronoestratigráfico abarca desde el Cámbrico hasta el presente.

## Discusión
De acuerdo a estudios de filogenia molecular con especies actuales, Globothalamea incluye a los órdenes Rotaliida s.l.,  Robertinida,  Textulariida s.l.  y Carterinida. El clado Rotaliida s.l. incluye a los foraminíferos planctónicos, tradicionalmente agrupados en el orden Globigerinida, además de a los órdenes Buliminida y Rotaliida s.s. El clado Textulariida s.l. incluye a los órdenes Lituolida, Loftusiida, Trochamminida y Textulariida s.s. Teniendo en cuenta las relaciones filogenéticas establecidas mediante caracteres morfológicos, probablemente incluye también al orden Lagenida, aunque este podría pertenecer a una clase independiente. Globothalamea debiera ser rebajado a la categoría de subclase (subclase Globothalamia) si los foraminíferos son finalmente considerados en sí mismos una clase (clase Foraminifera)

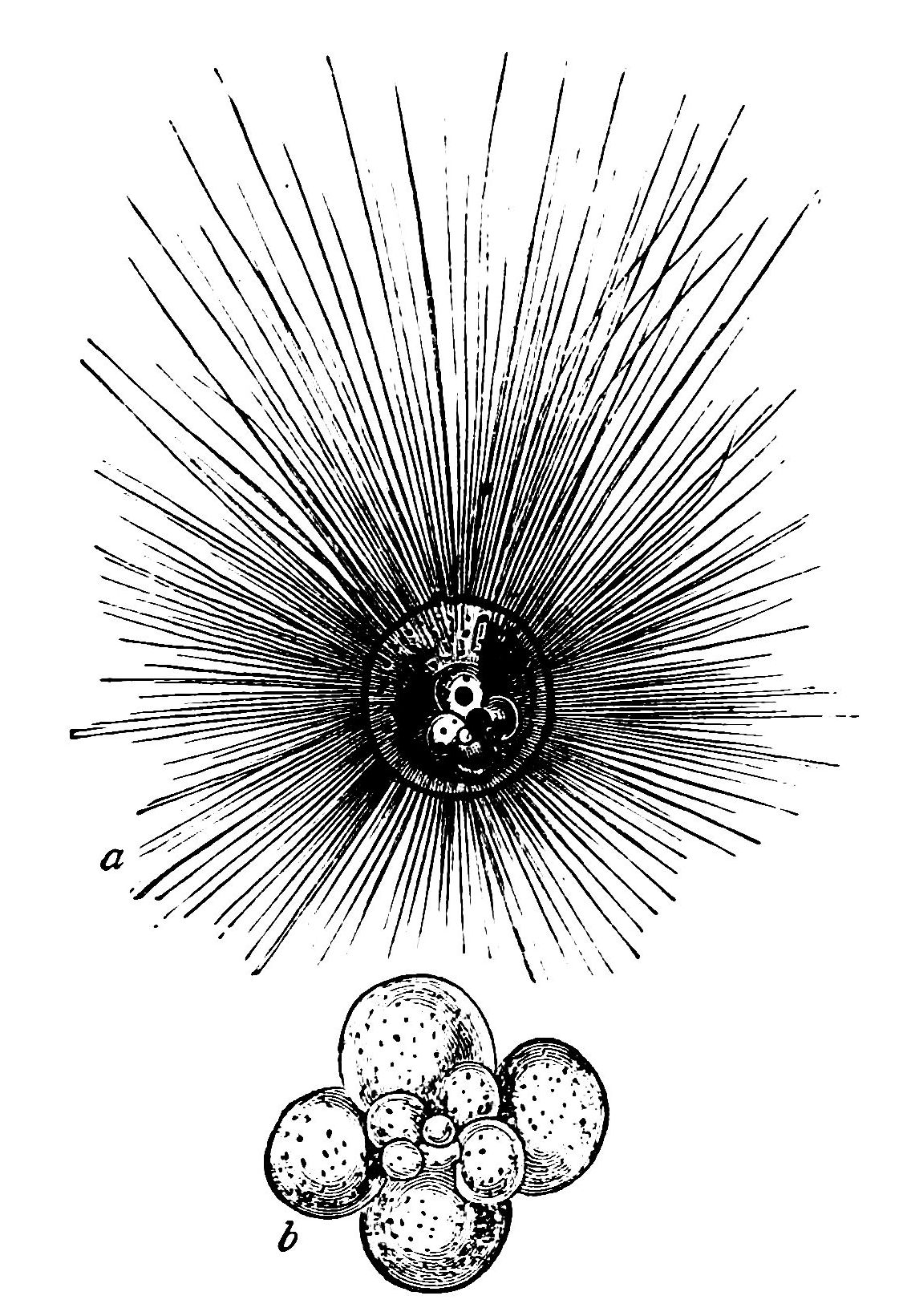
Globigerina

## Clasificación
Globothalamea incluye a los siguientes órdenes:
- Orden Astrorhizida
- Orden Lituolida
- Orden Loftusiida
- Orden Textulariida
- Orden Rotaliida
- Orden Globigerinida
- Orden Robertinida
- Orden Carterinida

Otros órdenes considerados en este grupo han sido:
- Orden Trochamminida
- Orden Buliminida
- Orden Schlumbergerinida = Orden Rzehakinida
- Orden Lagenida